# مونته‌کیارو دآستی
مونته‌کیارو دآستی (به ایتالیایی: Montechiaro d'Asti) یک کومونه در ایتالیا است که در استان آسته واقع شده‌است. مونته‌کیارو دآستی ۱۰٫۱۴ کیلومترمربع مساحت و ۱٬۴۰۹ نفر جمعیت دارد و ۲۹۲ متر بالاتر از سطح دریا واقع شده.

## خواهرخوانده
شهر فینال لیگور خواهرخواندهٔ مونته‌کیارو دآستی هست.